# Menai Suspension Bridge
Menai Suspension Bridge eller Menaibron (kymriska: Pont Grog y Borth) är en hängbro som går mellan Wales fastland och ön Anglesey, i Storbritannien. Bron var klar 1826 och är en av världens första moderna hängbroar.

## Konstruktion
Innan bron var byggd fanns ingen fast förbindelse mellan ön och fastlandet, utan man fick åka färja, eller med svårighet vada över vid lågvatten. Med Act of Union 1800 ökade behovet av transporter till Irland och med Holyhead som en av de viktiga knutpunkterna till Dublin fanns det behov av en bro.
Thomas Telford fick uppgiften att förbättra vägen från London till Holyhead och en av de viktigaste insatserna var konstruktionen av hans bro över Menaisundet, från en plats nära Bangor på fastlandet till Porthaethwy (nuvarande Menai Bridge) på Anglesey. Ett krav var att Royal Navys 30 meter höga segelskepp skulle kunna passera under bron vid högvatten. 
Bygget påbörjades 1819 med tornen på båda sidor om sundet. Till detta användes kalksten från Penmon. Sedan användes sexton stora kättingar, var och en gjorda av 935 länkar till det 177 meter långa spannet. För att undvika rost dränktes kättingarna först i linolja. Bron öppnades den 30 januari 1826 och innebar att restiden från London till Holyhead minskade från 36 timmar till 27 timmar.

## Senare historik
Bron skadades av vindar 1839 och vägytan behövde omfattande reparationer, 1893 byttes ytan av trä ut mot stål. Den tillåtna maximalvikten på 4,5 ton ställde till problem allt eftersom transporterna ökade och 1938 byttes de ursprungliga kättingarna av smidesjärn ut mot nya av stål utan att man behövde stänga av bron.
1999 stängdes bron av i ungefär en månad för att göra om vägytan och förstärka konstruktionen, vilket tvingade all trafik att använda den näraliggande Britannia Bridge.
I februari 2005 stängdes en av brons körbanor av i sex månader, vilket tvingade trafiken att använda en enda körbana, till fastlandet på förmiddagar och från fastlandet på eftermiddagar. Bron öppnade åter för trafik i båda riktningarna den 11 december 2005 efter att ha målats om för första gången på 65 år. 
Bron finns avbildad på de brittiska enpundsmynt som präglades 2005.
2021 inleddes en omfattande renovering av Menaibron. Arbetet beräknas vara slutfört under 2025.